# Кардамичеве
Карда́мичеве (раніше Шенфельд, Кардамичева, Кардаличівка) — село в Україні, у Великомихайлівській селищній громаді Роздільнянського району Одеської області. Населення становить 126 осіб. На околиці села розташований Кардамичівський парк — пам'ятка садово-паркового мистецтва.
До 17 липня 2020 року було підпорядковане Великомихайлівському району, який був ліквідований.
16.05.1964 року с. Чернове та с. Кардамичеве були об'єднані в одне село Кардамичеве.

## Населення

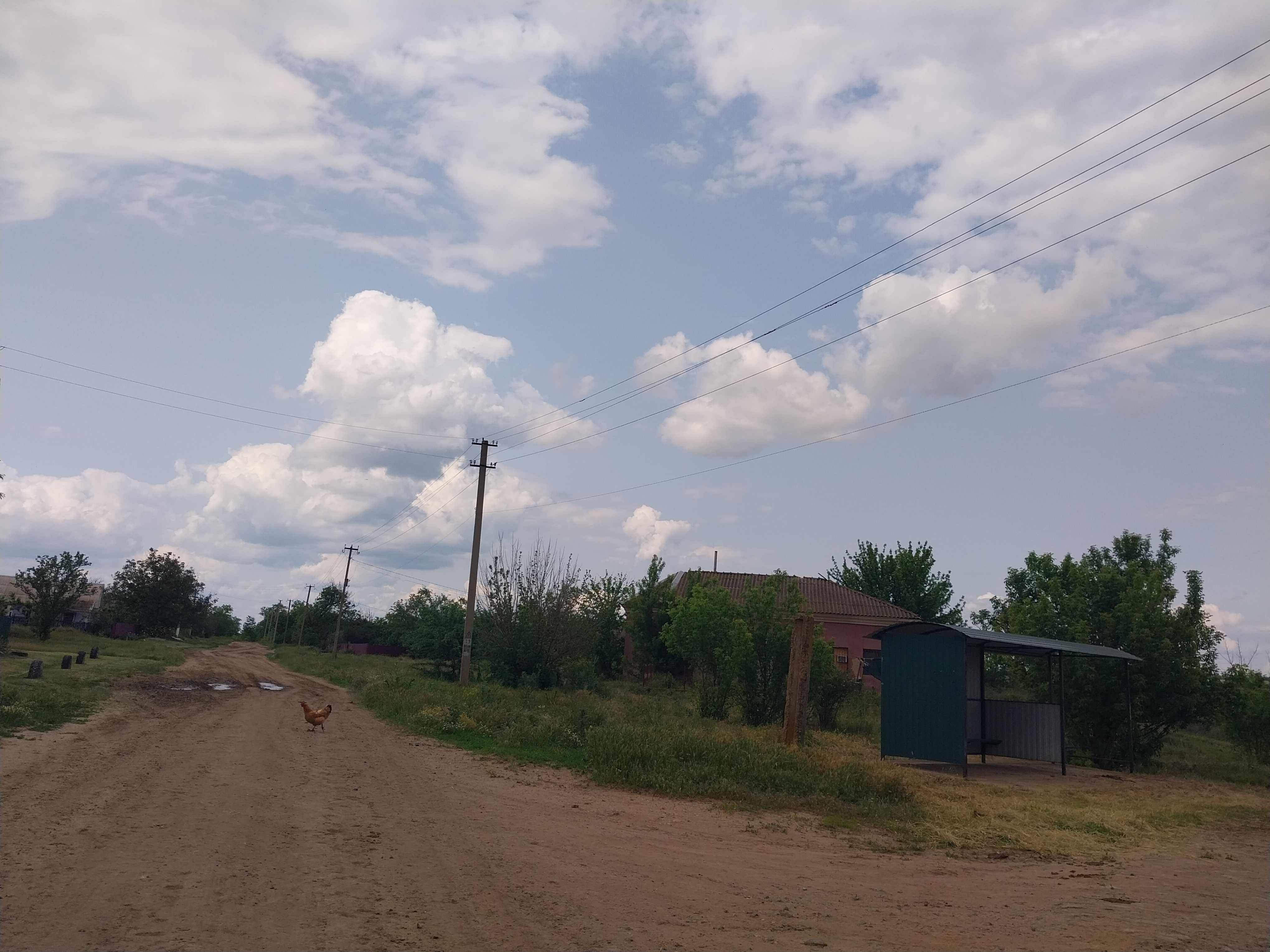
Вулиця села

Згідно з переписом 1989 року населення села становило 156 осіб, з яких 63 чоловіки та 93 жінки.
За переписом населення 2001 року в селі мешкало 126 осіб.

### Мова
Розподіл населення за рідною мовою за даними перепису 2001 року:
| Мова       | Відсоток |
| ---------- | -------- |
| українська | 84,13 %  |
| російська  | 13,49 %  |
| румунська  | 2,38 %   |